# The Cropredy Box
The Cropredy Box è un album dei Fairport Convention pubblicato nel 1998.

## Tracce

### Disco 1
1. Intro - 4:56
2. Wings - 4:30
3. Jack O'Diamonds - 3:37
4. Time Will Show The Wiser - 3:15
5. Mr. Lacey - 3:12
6. Suzanne - 6:49
7. Genesis Hall - 4:07
8. Million Dollar Bash - 4:28
9. Come All Ye - 5:23
10. Reynardine - 3:49
11. Matty Groves - 7:46

### Disco 2
1. Danny Boy - 3:12
2. Intro - 8:24
3. Walk Awhile - 4:30
4. Now Be Thankful - 3:49
5. Poor Will and the Jolly Hangman - 7:29
6. Angel Delight - 4:30
7. Rain - 7:43
8. Cut Across Shorty - 5:42
9. Sloth - 12:38
10. Rosie - 6:31
11. Solo - 5:22

### Disco 3
1. John Barleycorn - 11:31
2. Wat Tyler - 6:37
3. Red and Gold - 6:50
4. Jewel in the Crown - 4:20
5. Woodworm Swing - 5:11
6. John Gaudie - 5:25
7. Fiddlestix - 3:15
8. Dirty Linen - 6:43
9. Si Tu Dois Partir - 4:11
10. Meet on the Ledge - 7:31
11. Seventeen Come Sunday - 3:08
12. April Fool - 5:23